# Victor Hogan
Victor Hogan (25 luglio 1989) è un discobolo sudafricano.

## Biografia
Il 15 aprile 2016 viene trovato positivo ad un test antidoping al Methylhexanamine e squalificato 9 mesi dalle competizioni.

## Palmarès
| Anno | Manifestazione               | Sede         | Evento           | Risultato | Misura  | Note |
| ---- | ---------------------------- | ------------ | ---------------- | --------- | ------- | ---- |
| 2007 | Campionati africani juniores | Ouagadougou  | Lancio del disco | Oro       | 56,35 m |      |
| 2008 | Mondiali juniores            | Bydgoszcz    | Lancio del disco | 4º        | 60,64 m |      |
| 2010 | Campionati africani          | Nairobi      | Lancio del disco | Bronzo    | 58,11 m |      |
| 2011 | Giochi panafricani           | Maputo       | Lancio del disco | Argento   | 62,60 m |      |
| 2012 | Campionati africani          | Porto-Novo   | Lancio del disco | Oro       | 61,80 m |      |
| 2013 | Mondiali                     | Mosca        | Lancio del disco | 5º        | 64,35 m |      |
| 2014 | Commonwealth                 | Glasgow      | Lancio del disco | 10º       | 56,42 m |      |
| 2014 | Campionati africani          | Marrakech    | Lancio del disco | Oro       | 62,87 m |      |
| 2015 | Mondiali                     | Pechino      | Lancio del disco | 13º (q)   | 62,41 m |      |
| 2017 | Mondiali                     | Londra       | Lancio del disco | 18º (q)   | 62,26 m |      |
| 2018 | Campionati africani          | Asaba        | Lancio del disco | Oro       | 60,06 m |      |
| 2022 | Campionati africani          | Saint Pierre | Lancio del disco | Argento   | 58,95 m |      |
| 2022 | Mondiali                     | Eugene       | Lancio del disco | 24º (q)   | 60,51 m |      |
| 2023 | Mondiali                     | Budapest     | Lancio del disco | 27º (q)   | 61,80 m |      |
| 2024 | Giochi panafricani           | Accra        | Lancio del disco | Oro       | 62,56 m |      |
| 2024 | Campionati africani          | Douala       | Lancio del disco | Argento   | 63,87 m |      |
| 2024 | Giochi olimpici              | Parigi       | Lancio del disco | 27º (q)   | 60,78 m |      |

## Altre competizioni internazionali
2014
- 6º al Doha Diamond League ( Doha), lancio del disco - 62,14 m
- 10º al Golden Gala ( Roma), lancio del disco - 59,22 m
- 10º all'IWC Meeting ( Hengelo), lancio del disco - 61,49 m
- 5º all'Adidas Grand Prix ( New York), lancio del disco - 63,47 m
- 4º in Coppa continentale ( Marrakech), lancio del disco - 62,69 m

2015
- 5º agli FBK-Games ( Hengelo), lancio del disco - 62,21 m